# Stephen Merchant

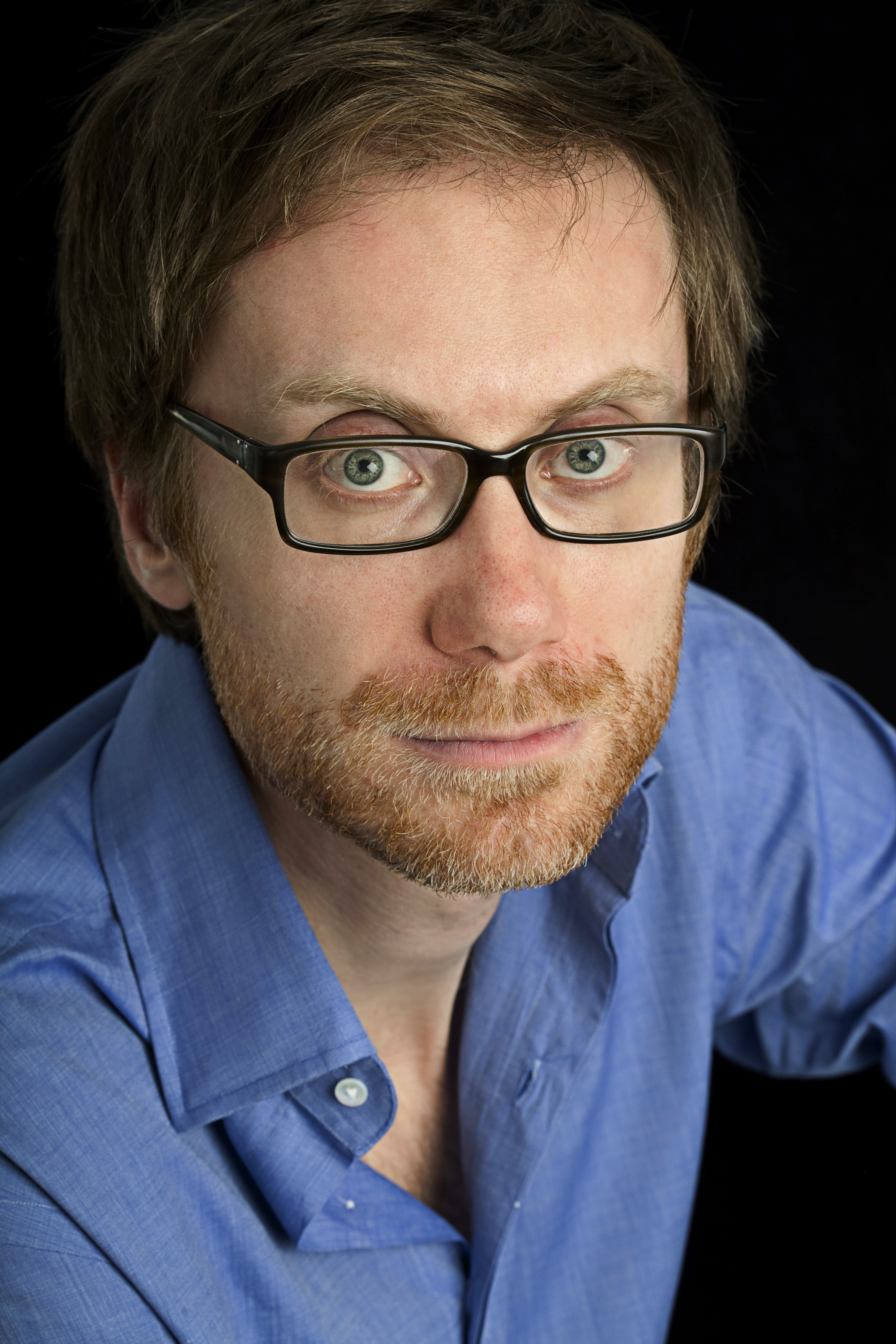
Stephen Merchant (2009)

Stephen Merchant (* 24. November 1974 in Bristol, England) ist ein britischer Drehbuchautor, Regisseur und Schauspieler. Zusammen mit Ricky Gervais schuf er die erfolgreiche britische Pseudo-Dokumentarserie The Office.

## Leben
1997 erhielt Merchant einen Job beim Londoner Radiosender Xfm, um mit dem dortigen Head of Speech Ricky Gervais zusammenzuarbeiten. Wenig später erhielten beide eine eigene Show am Sonntagabend. Bereits 1998 wurden Merchant und Gervais allerdings schon wieder entlassen, als die Capital Radio Group den Sender übernahm.
Im Sommer 2001 war die erste Staffel von The Office beim britischen Fernsehsender BBC Two zu sehen. Wenig später wurden Merchant und Gervais bei Xfm wiedereingestellt und entdeckten dort das Talent von Karl Pilkington. Merchant hat in einer Folge der zweiten Staffel von The Office einen Auftritt als Oggy (auch bekannt als The Oggmonster). Sein Vater, Ron Merchant, taucht zweimal in der stummen Rolle eines verdutzten Hausmeisters auf. Merchant ist ebenfalls einer der Produzenten der amerikanischen Version von The Office mit Steve Carell in der Hauptrolle (bis Ende der siebten Staffel).
Die Sitcom von Merchant und Gervais, Extras, wurde am 21. Juli 2005 erstmals auf BBC Two ausgestrahlt. Merchant spielt darin die Rolle des Darren Lamb, des Agenten von Andy Millman, der von Gervais gespielt wird.
Im Jahr 2007 spielte er neben Simon Pegg in David Schwimmers Filmkomödie Run, Fatboy, Run und Edgar Wrights Hot Fuzz – Zwei abgewichste Profis.
Zudem leiht Merchant im Computerspiel Portal 2 der künstlichen Intelligenz Wheatley seine Stimme.
Die aus seiner Stand-up-Comedy für HBO entwickelte Serie Hello Ladies lief 2013 mit 8 Episoden und wurde ein Jahr später mit einem Film abgeschlossen. Zusätzlich zum Spielen der Hauptrolle des Stuart Pritchard, schrieb Merchant bei mehreren Episoden mit an den Drehbüchern und führte auch Regie. In Deutschland war die Serie 2014 bei Sky Atlantic HD zu sehen.
Seit 2021 verkörpert er in der von ihm mitentwickelten Serie The Outlaws den Anwalt Greg.

## Filmografie (Auswahl)
- 2005–2007: Extras (Fernsehserie, 11 Episoden)
- 2007: Hot Fuzz – Zwei abgewichste Profis (Hot Fuzz)
- 2007: Run, Fatboy, Run
- 2009: Lügen macht erfinderisch (The Invention of Lying)
- 2010: Zahnfee auf Bewährung (Tooth Fairy)
- 2010: Burke & Hare
- 2011: Alles erlaubt – Eine Woche ohne Regeln (Hall Pass)
- 2011: Gnomeo und Julia (Gnomeo and Juliet, Stimme)
- 2011–2013: Life’s Too Short (Fernsehserie, 7 Episoden)
- 2013: Movie 43
- 2013: Das hält kein Jahr…! (I Give It a Year)
- 2013: Hello Ladies (Fernsehserie, 8 Episoden)
- 2013–2015: Drunk History (Fernsehserie, 3 Episoden)
- 2014: Hello Ladies: The Movie
- 2014, 2020: Modern Family (Fernsehserie, 2 Episoden)
- 2015: The Big Bang Theory (Fernsehserie, 3 Episoden)
- 2017: Logan – The Wolverine (Logan)
- 2017: Table 19 – Liebe ist fehl am Platz (Table 19)
- 2018: Verschwörung (The Girl in the Spider’s Web)
- 2019: Fighting with My Family
- 2019: Good Boys
- 2019: Jojo Rabbit
- 2021: Locked Down
- seit 2021: The Outlaws (Fernsehserie)